# 게장
게장(-醬)은 한국의 게 요리이다. 게를 간장물에 담가 숙성해 만든 젓갈의 하나로, 보통 쌀밥과 먹는다. 게젓, 장해(醬蟹), 해서(蟹胥), 해해(蟹醢)라고도 한다. 게장이라는 음식의 기원 자체가 간장으로 절인 것이지만, 고춧가루를 이용한 양념게장과의 구분을 위해서 오늘날에는 간장게장(-醬-醬)이라는 용어가 사용된다. 양념게장은 한국전쟁이 끝난 후 등장하기 시작했다. 게장은 경기도, 경상도, 전라도, 제주도 등 각각 지역별로 독특한 형태로 나타난다.

## 역사
게장에 대한 조선시대의 기록은 규합총서(閨閤叢書), 주방문(酒方文), 시의전서(是議全書)를 비롯하여 조선시대에 기술된 다양한 문헌에서 찾을 수 있다. 그 중 17세기 말에 쓰여진 '산림경제(山林經濟)'를 보면, 게장을 만드는 방법을 '조해법(糟蟹法)'이라하여 술지게미로 절였음을 알 수 있다. 술지게미로 절일 때는 소금과 술을 함께 사용한다. 일반적으로 만든 게장은 오랜 시간 보관할 경우 쉽게 상하지만, 조해법으로 담근 게장은 다음해 봄까지도 상하지 않는다고 기록되어 있다. 시의전서에는 게장을 담그는 방법으로 조해법 뿐만 아니라, '주해법(酒蟹法, 술로 절임), '초장해법(醋醬蟹法, 초장으로 절임)', '염탕해법(鹽湯蟹法, 끓인 소금물로 절임)' 등이 나와있으며, 뿐만 아니라 '육선치법(肉膳治法)'이라 하여 게를 키우는 방법도 기록되어 있다.
태안에서 인양된 고려시대 마도선의 유물인 수십개의 항아리가 발견되었다. 항아리의 유기물들은 게, 밴댕이, 가오리 등으로 밝혀졌다. 게는 민물게인 농게로 밝혀졌고 죽간에는 게젖이라고 씌여 있었다. 당시 배는 1208년 2월 출항했다고 기록되어 있었고 탄소연대 측정 결과도 동일했다.
따라서, 여러 가지 기록과 유물로 미루어 보아 한국에서 게장을 먹기 시작한 것은 최소한 1200년대 이전임을 알 수 있다.

## 만들기
간장물은 간장에 파, 마늘, 고추 등 향신채와 다시마, 표고버섯 등 감칠맛을 내는 재료를 넣고 물을 부어 끓여 만든다. 손질한 게에 식은 간장물을 부어 담가 뒀다가 먹는다.
간장게장을 담그기 위해서는, 우선 게를 물에 담아 솔로 깨끗하게 닦고 물로 헹군 후 물기를 제거한 다음, 손질한 게를 옹기에 담고 약 6시간 정도 소금에 절인다. 간장은 참기름, 설탕, 파, 마늘, 생강, 고추 등과 함께 끓여둔다. 충분히 소금에 절여진 게를 옹기에서 꺼내어 적당한 그릇에 담고 뜨겁게 끓여둔 간장을 붓는다. 약 한시간이 지난 후 간장만 따라내어 다시 끓여 게에 다시 붓는다. 이 과정을 서너번 반복하여 게를 소독하고 혹시 모를 불순물을 제거한다. 이렇게 간장을 끓여가며 조리하면 2주 이상 보관이 가능하다. 기호에 따라 간장을 끓일 때 간 쇠고기를 함께 넣고 끓여 감칠맛을 더하기도 한다. 오늘날에는 비린내를 제거하고 더 풍부한 맛을 내기 위해 레몬이나 후추, 한약재 등을 넣는 경우도 있다. 만들 때는 끓인 간장을 사용하지만, 먹을 때는 2주간 숙성시킨 후 차갑게 식혀서 먹는다.
양념게장을 담글 때에는, 신선한 게를 고춧가루와 배, 양파, 생강, 마늘, 참깨, 참기름 등으로 버무려 매콤달콤한 맛이 특징이다. 일반적으로 양념게장은 담근지 약 반나절만에 먹기 시작하며, 고유의 매콤새콤달콤한 맛을 잃지 않으려면 2-3일 이내에 먹는 것이 바람직하다. 매콤한 양념에 버무리기 전에 게를 끓인 간장과 액젓으로 한번 담그면 맛이 더 잘배며 더 오랜기간 보관할 수 있다.

## 지역별 게장

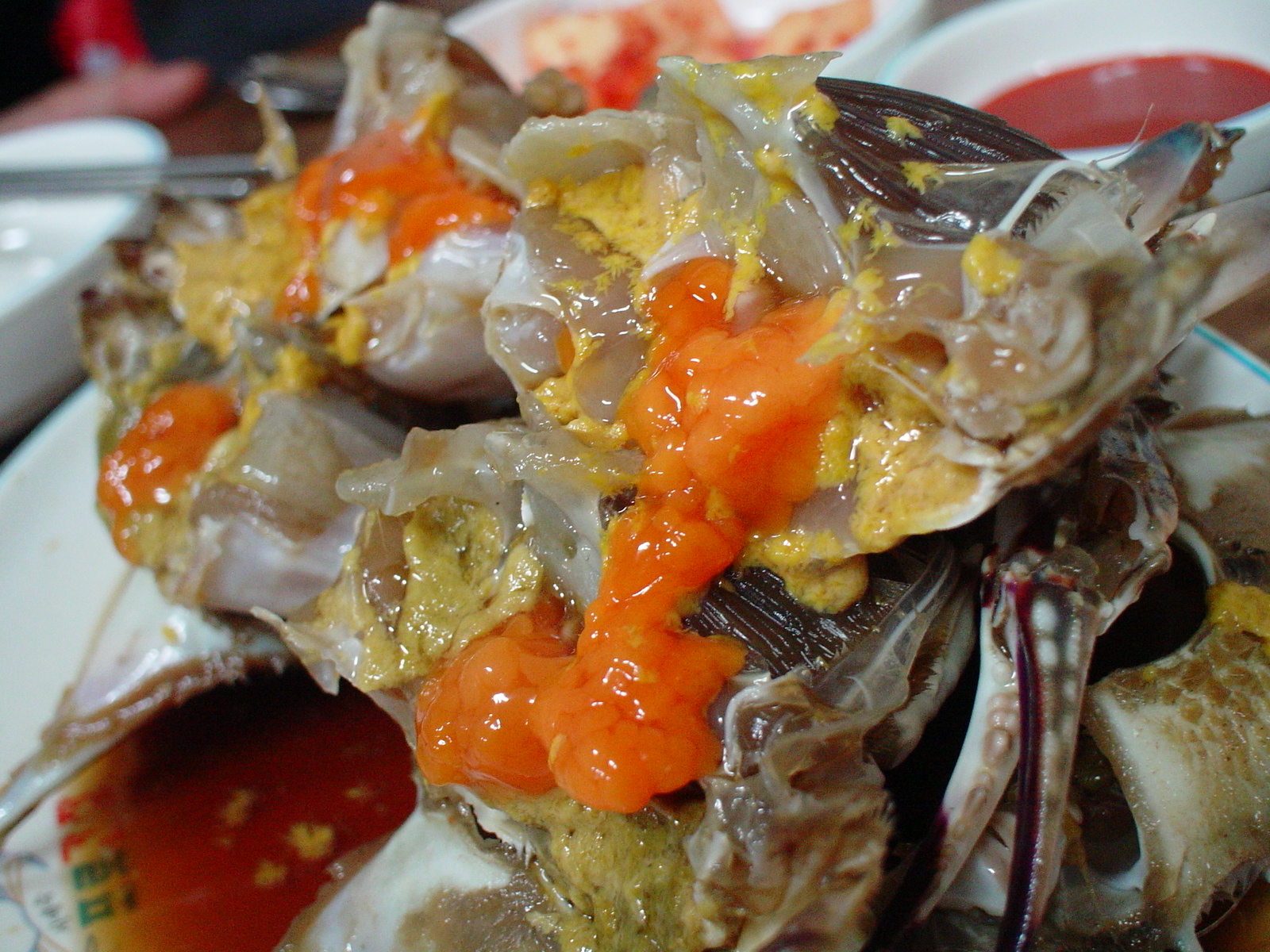
게장에 들어찬 알과 내장

### 경기도
경기지방의 '참게장'은 참게(학명;Eriocheir sinensis)로 담그는데, 참게는 황해로 들어가는 민물에 서식한다. 특히 임진강 유역의 파주에서 잡힌 참게는 맛이 독특하고 흙냄새가 적어 특히 유명했으며 수세기동안 임금님께 진상품으로 바쳤다. 참게에 대한 기록은 자산어보, 규합총서, 임원경제지(林園經濟志)의 전어지(佃漁誌) 등 수많은 문서에서 기록을 찾아볼 수 있어 한국에서 오래전부터 먹어왔음을 알 수 있다. 그러나 오늘날에는 환경오염으로 강에 참게 서식지가 감소하여 임진강을 제외한 다른 강에서는 참게를 찾기 힘들어졌다. 참게장은 '밥도둑'이라는 별명도 있는데, 입맛을 돋구어 밥을 많이 먹게할만큼 맛있는 음식이라는 의미이다. 참게장은 가을에 담그어 다음해 여름반찬으로 먹기 때문에, 매우 오랜기간 보관하기 위해 다른 게장에 비해서 더 짠 편이다. 참게는 추수기 논에서도 잡히는 암게가 알이 많고 기름진 내장 때문에 가장 맛이 좋다고 한다.

### 전라도
전라도지방의 게장으로는 벌떡게를 이용한 '벌떡게장'이 유명하다. 벌떡게는 민꽃게(학명;Charybdis japonica)라고도 하는데, 민꽃게는 한국의 바다에서 서식하는 게로 딱딱한 적갈색의 갑각을 가졌으며, 1814년 정약전이 기술한 자산어보(玆山魚譜)에서 그 기록을 찾을 수 있다. 게장을 만들 때, 게는 여러 조각으로 토막내고, 크기가 크지 않을 경우 통째로 사용한다. 벌떡게를 간장에 재워 하루이틀정도 지나면 게장의 신선하고도 달콤한 맛을 즐길 수 있다. 벌떡게장은 오랫동안 보관할 수 없기 때문에, 빨리 즉시 '벌떡' 먹어치워야 한다고 하여 벌떡게장이라는 이름이 붙었다고도 하며,또 다른 설은 바닷가 뻘밭 바위주변에 살면서 위험을 느끼면 뻘떡 일어나는 뻘떡게의 습성 때문이다. 또는 살아서 벌벌 기는 것을 탁탁 끊어서 담갔다하여 벌떡게장이라 불렀다고도 한다.
'꽃게장'은 꽃게(학명;Portunus trituberculatus)를 이용하여 만든다. 전라도 지방의 게장이며 감칠맛이 특징이다. 깨끗이 씻은 꽃게를 여러 조각으로 토막내고, 파, 마늘, 생강, 고춧가루, 참기름 등을 섞은 간장을 붓는다. 약 하루정도 지나면 먹을 수 있다.
전라남도 강진에는 '콩게젓'이라 하여 콩만큼 작은 게를 맷돌에 갈아 걸쭉해진 덩이를 소금·고춧가루로 버무려 담근 것이 있다. 제주도에서는 게장을 '깅이젓'이라 하며, 삼월보름날 썰물 때에 잡아서 장을 담그는데, 이것은 모든 병에 좋다는 속설이 전해지고 있다.

## 같이 보기
- 양념게장
- 뿌 켐